# 17 av. J.-C.
Cette page concerne l'année 17 av. J.-C. du calendrier julien.

## Événements
- 1er - 3 juin : célébration des Jeux séculaires à Rome. Horace compose un Chant séculaire (Carmen Saeculare) interprété par un chœur de 54 adolescents le jour de la clôture[1].

- Auguste adopte ses petits-fils Caius et Lucius, nés dans la gens Vipsania. Ils entrent dans la gens Julia et deviennent héritiers de l'empereur[2].

## Naissances
- Juin : Lucius Julius Caesar Vipsanianus second fils de Marcus Vipsanius Agrippa et de sa troisième épouse Julia, fille d'Auguste.
- 11 décembre : Cnaeus Domitius Ahenobarbus

## Décès
- Asandros, roi du Bosphore.